# Komárno
Komárno (mađ. Komárom, njem. Komorn) je grad u Nitranskom kraju u jugozapadnoj Slovačkoj. Grad je upravno središte Okruga Komárno. 

## Zemljopis
Komárno je grad na jugu Slovačke u Panonskoj nizini, na ušću rijeke Váh u Dunav, koji ga djeli od mađarskog teritorija i susjednog grada Komarana.

## Povijest
Komárno je dio nekad većeg istoimenog gradskog naselja u okviru Kraljevine Ugarske, koje se pružalo na obje strane Dunava. Grad je bio u posjedu mađarskih vladara još od 10. stoljeća. Od 16. stoljeća Komarno je jedno od glavnih utvrđenja prvo u obrani, a zatim u ofenzivi Habsburgovaca protiv Osmanlija (Utvrdbeni sustav Komárno – Komoran). Poslije Prvog svjetskog rata Dunav je postao granica između tadašnje Mađarske i Čehoslovačke, a on nekad jedinstvenog grada nastala su dva manja grada; sjeverni dio postao je čehoslovački danas slovački grad Komárno, a južni dio mađarski grad Komoran. U periodu 1938-44. Komarno i južni dijelovi Slovačke su bili anektirani od strane Hortijeve Mađarske, da bi se poslije rata ponovo našli u okviru Čehoslovačke. Od 1990. godine Komarno je u sastavu Slovačke. Od prije nekoliko godina Komárno i Komoran su ponovo povezani mostom preko Dunava.
U privrednom smislu Komarno je važno kao danas najveća slovačka luka na Dunavu. Industrijska zona nalazi se u zapadnom djelu grada.

## Stanovništvo
| Godina:     | 1994.  | 2004.   | 2014.   | 2024.   |
| ----------- | ------ | ------- | ------- | ------- |
| Broj ljudi: | 37 941 | 36 731  | 34 461  | 31 880  |
| Razlika:    |        | -3,18 % | -6,18 % | -7,48 % |

| Godina:     | 2023.  | 2024.   |
| ----------- | ------ | ------- |
| Broj ljudi: | 32 114 | 31 880  |
| Razlika:    |        | -0,72 % |

Prema popisu stanovništva iz 2001. godine grad je imao 37.366 stanovnika.Mađarska nacionalna manjina čini oko 60% gradskog stanovništva, što Komarno čini najvećim pretežno mađarskim naseljem u Slovačkoj. Pored toga grad se nalazi u podunavskom djelu zemlje, pretežno naseljenom Mađarima. Zbog toga Komarno je danas središte Mađarske nacionalne manjine u Slovačkoj s brojnim kulturnim ustanovama mađarske manjine, od kojih je najvažniji mjesni fakultet na mađarskom jeziku, jedini u Slovačkoj.

### Etnički sastav
- Mađari - 60,1%
- Slovaci - 34,7%
- Romi - 1,2%
- Česi -  1%

### Religija
- rimokatolici - 53,5%
- kalvini - 12,6%
- evangelici - 3,9%

## Gradovi prijatelji
- Blansko, Češka
- Komoran, Mađarska
- Kralupy nad Vltavou, Češka
- Lieto, Finska
- Sebeş, Rumunjska
- Terezin, Češka
- Weissenfels, Njemačka

## Vanjske poveznice
- Službena stranica grada

### Ostali projekti
|  | Zajednički poslužitelj ima još gradiva o temi Komárno |